# Ilhéu de Cima (Kap Verde)
Ilhéu de Cima ist eine Insel der Ilhéus do Rombo, einer Inselgruppe im Südwesten der Kapverdischen Inseln. Die Inseln sind unbewohnt und stehen unter Naturschutz.

## Geographie
Das nahezu vegetationslose Inselchen ist die zweitgrößte Insel der Ilhéus do Rombo. Diese Inselgruppe liegt rund sieben Kilometer nordöstlich der Insel Brava. Vier Kilometer westlich von Ilhéu de Cima befindet sich Ilhéu Grande, die größte und westlichste Insel der Ilhéus do Rombo. Nur wenige Hundert Meter im Durchmesser groß sind die Inseln Ilhéu Luíz Carneiro, Ilhéu Sapado und Ilhéu do Rei. Außerdem gibt es noch einige weitere kleinere aus dem Wasser aufragende Felsen. Insgesamt ist das Gebiet für die Schifffahrt sehr gefährlich, weshalb auf der Südspitze von  Ilhéu de Cima ein Leuchtturm auf etwa 80 Meter Höhe über dem Meeresspiegel steht.